# Sericesthis janetae
Sericesthis janetae är en skalbaggsart som beskrevs av Britton 1987. Sericesthis janetae ingår i släktet Sericesthis och familjen Melolonthidae. Inga underarter finns listade i Catalogue of Life.